# Myrmarachne japonica
Myrmarachne japonica là một loài nhện trong họ Salticidae.
Loài này thuộc chi Myrmarachne. Myrmarachne japonica được Ferdinand Karsch miêu tả năm 1879.

## Hình ảnh

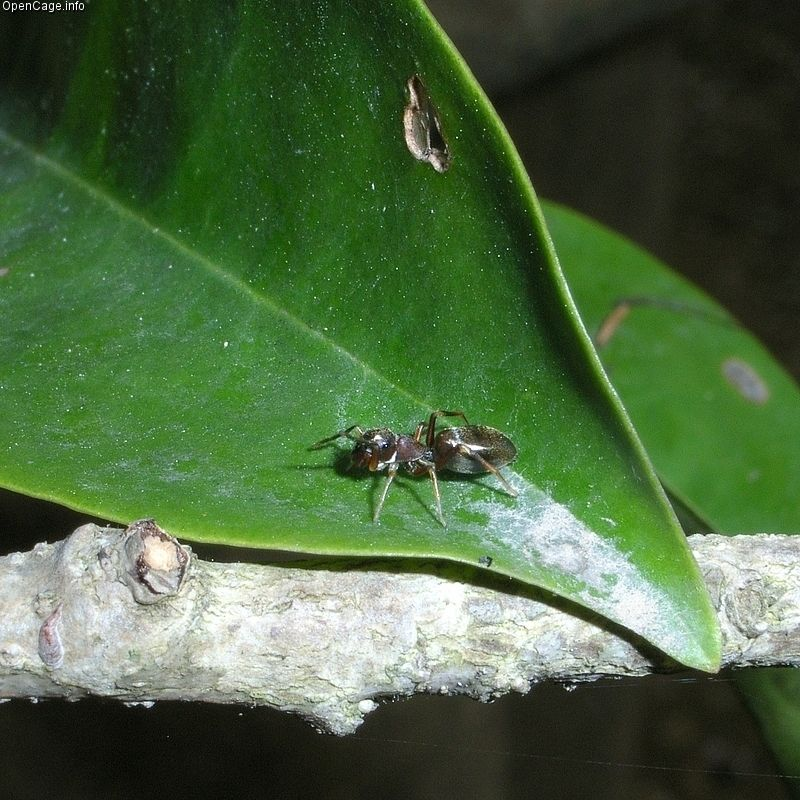